# Palais Dunđerski
Le palais Dunđerski (en serbe cyrillique : Палата Дунђерски ; en serbe latin : Palata Dunđerski) est situé à Zrenjanin, dans la province de Voïvodine et dans le district du Banat central, en Serbie. Avec l'ensemble du quartier ancien de la ville, il est inscrit sur la liste des entités spatiales historico-culturelles de grande importance de la République de Serbie (identifiant no PKIC 48) et, à ce titre, sur la liste des monuments culturels de grande importance.